# دهبان (مناخة)

تعديل مصدري - تعديل

دهبان هي إحدى قرى عزلة بني اسحاق بمديرية مناخة التابعة لمحافظة صنعاء، بلغ تعداد سكانها 664 نسمة حسب تعداد اليمن لعام 2004.